# Delma fraseri
Delma fraseri — вид геконоподібних ящірок родини лусконогових (Pygopodidae). Ендемік Австралії. Вид названий на честь австралійського ботаніка Чарльза Фрейзера.

## Поширення і екологія
Delma fraseri мешкають на південному заході Західної Австралії. Вони живуть у вологих прибережних лісах, на прибережних дюнах та в кам'янистих місцевостях.